# Het geheim van de Eenhoorn
Het geheim van de Eenhoorn (oorspronkelijke Franse titel: Le Secret de la Licorne) is het elfde album uit de stripreeks De avonturen van Kuifje van de Belgische tekenaar en scenarist van stripverhalen Hergé (1907-1983). Het verhaal verscheen voor het eerst als serie in Le Soir Jeunesse, de jeugdbijlage van de Belgische Franstalige krant Le Soir, van 11 juni 1942 tot en met 14 januari 1943. Het heette toen nog De buitengewone avonturen van Tintin en Milou en kwam in oktober 1943 in het Frans in albumvorm uit.
De schat van Scharlaken Rackham vormt qua verhaallijn een rechtstreeks vervolg.
Het verhaal verscheen voor het eerst in het Nederlands in de Belgische krant Het Laatste Nieuws. Dat gebeurde vanaf 25 mei 1944 in dagelijkse afleveringen van één strook. De uitgave werd na 83 afleveringen op 2 september dat jaar afgebroken bij de bevrijding van de stad Brussel. Het heette toen nog De erfenis van kapitein Haddock en de vertaling was van de hand van Marc F. Belloy, de redactie-secretaris van Het Laatste Nieuws.
Het is het eerste Kuifjealbum dat vertaald werd in het Nederlands (april 1946). In 1974 verscheen een nieuwe vertaling.

## Personages die in dit album geïntroduceerd worden
- Nestor, de butler van kapitein Haddock op kasteel Molensloot, wordt in dit verhaal geïntroduceerd. Hij zal in veel albums terugkeren.
- Ivan Ivanovitch Sakharine keert terug in het onvoltooide album Kuifje en de Alfa-kunst;

Niet-terugkerende personages zijn:
- Gebroeders Maximus en G. Vogel;
- Aristides Rapier.

## Verhaal
Op een rommelmarkt loopt Kuifje de detectives Jansen en Janssen tegen het lijf, die op pad zijn gestuurd vanwege een recente toename in het zakkenrollen. Hun portefeuilles blijken echter ook gestolen, waarop Kuifje hen geld voorschiet. Kuifje koopt dezelfde middag een model op schaal van een oud zeilschip. Twee mannen, de ene met een zwarte baard, de ander groot en onvriendelijk met snor, proberen het al direct af te kopen. Als Kuifje thuis is, komt een van hen aan de deur en legt uit dat hij het schip graag wil hebben omdat hij verzamelaar is. Kuifje wil het model echter aan zijn vriend kapitein Haddock cadeau doen en slaat elk bod af. Kuifjes hond Bobbie laat het schip op de grond vallen, waardoor de mast afbreekt, maar Kuifje kan die herstellen.
Als Kuifje het schip aan Haddock toont, brengt deze hem meteen mee naar zijn appartement. Daar heeft Haddock een portret hangen van zijn voorouder François, ridder Hadoque, met op de achtergrond precies hetzelfde schip, De Eenhoorn. Als Kuifje thuiskomt, blijkt het scheepsmodel gestolen. Kuifje verdenkt de verzamelaar Ivan Ivanovitch Sakharine en gaat bij de man langs. Sakharine heeft inderdaad een model van de Eenhoorn in zijn bezit. Het kan echter niet dat van Kuifje zijn, want de mast is onbeschadigd. Wanneer Kuifje weer thuiskomt, blijkt er nogmaals bij hem ingebroken. De inbreker heeft alles doorzocht, maar deze keer niets meegenomen.
De volgende ochtend komen Jansen en Janssen langs om hun schuld af te betalen en ontdekken dat hun portefeuilles weer weg zijn. Zij hadden echter de avond ervoor ook geprobeerd bij Kuifje langs te gaan en waren toen de onbeleefde man van de rommelmarkt tegen het lijf gelopen. Terwijl Kuifje zijn woonkamer opruimt, ontdekt hij een perkament onder de kast. Hij snapt dat dit in de mast van het model verborgen had gezeten, maar er bij de val uitrolde. De dief wist hier vanaf en was teruggekomen om het perkament te zoeken. Kuifje vermoedt nu dat hij een schat op het spoor is en gaat naar de kapitein. Deze heeft ondertussen oude erfstukken van ridder Hadoque opgezocht en vertelt Kuifje de inhoud van Hadoques scheepsjournaal: eind zeventiende eeuw wordt De Eenhoorn aangevallen en veroverd door Scharlaken Rackham en diens piraten. Van alle bemanningsleden van De Eenhoorn wordt alleen ridder Hadoque niet meteen gedood. Terwijl Hadoque aan de mast is vastgebonden, laat Scharlaken Rackham hem zijn schat zien. Als de piraten zich 's avonds bedrinken, weet Hadoque zichzelf te bevrijden. Hij doodt Rackham in een tweegevecht en blaast daarna het schip op, terwijl hij zelf wegroeit naar een nabijgelegen eiland.
Kuifje vertelt van het perkament, maar dan blijkt zijn portefeuille gestolen. Hij en Haddock besluiten om mijnheer Sakharine op te zoeken. Deze blijkt overvallen, waarbij het perkament uit zijn Eenhoorn gestolen is. De omschrijving van de dief komt overeen met die van de man van de rommelmarkt. Tot Kuifjes verbazing wacht deze zelfde man hem en Haddock bij zijn huis op en vraagt om een gesprek. Hij wordt echter vanuit een voorbijrijdende auto neergeschoten.
Jansen en Janssen zijn erin geslaagd de zakkenroller te betrappen, maar ze hebben alleen zijn jas bemachtigd, waarin Kuifjes portefeuille werd aangetroffen. Enkele dagen later wordt Kuifje ontvoerd. Hij ontwaakt in de kelder van kasteel Molensloot. Zijn ontvoerders, de gebroeders Vogel, eisen dat hij hen de twee overige perkamenten teruggeeft (die hij niet heeft). Kuifje ontsnapt en wordt op het nippertje gered door de kapitein en Jansen en Janssen, omdat de neergeschoten man een aanwijzing naliet door naar vogels te wijzen; zodoende gaf hij de naam van de daders te kennen. Maximus Vogel, de gevaarlijkste van de twee, ontsnapt. De andere broer biecht alles op: de gebroeders Vogel zijn antiquairs, die in het kasteel een schaalmodel van de Eenhoorn hadden ontdekt, waarna ze uit het perkament in de mast afleidden dat er nog twee modellen moesten zijn. Ze gaven hun agenten opdracht om de andere twee modellen te zoeken. Een van hen, Barnabas, ontdekte dit. Hierop stal hij het scheepsmodel van Kuifje en het perkament van Sakharine. Barnabas was echter niet tevreden over zijn betaling en wilde de zaak aan Kuifje verraden, waarop Maximus hem neerschoot. Kuifje werd ontvoerd omdat de broers meenden dat hij de twee perkamenten gestolen had van hen.
Uiteindelijk spoorden Jansen en Janssen de zakkenroller op via het wasserettemerk in zijn jas. De man, Aristides Rapier, blijkt een kleptomane oud-ambtenaar die het niet kan laten om portefeuilles te stelen voor zijn verzameling. Dit verklaart ook waar de twee verdwenen perkamenten gebleven waren: Rapier had de portefeuille van Maximus Vogel gestolen. Het perkament van Kuifje wordt teruggevonden als Maximus Vogel wordt aangehouden bij de grens. Door de drie perkamenten tegen het licht te houden ontdekken Kuifje en de kapitein de locatie van het eiland waarbij de Eenhoorn gezonken is. Met deze gegevens kunnen ze nu de schat van Scharlaken Rackham gaan zoeken, die nog steeds aan boord van de vergane Eenhoorn zou moeten zijn.

## Achtergronden
De strip werd voor het eerst uitgebracht in Le Soir Jeunesse, de jeugdbijlage van de Belgische Franstalige krant Le Soir, van 11 juni 1942 tot en met 14 januari 1943. Zes dagen per week, behalve de periode 5 tot en met 15 juli en zondags, werd in zwartwit één strook gepubliceerd, in totaal 174 stroken.
In oktober 1943 ligt in het Frans de eerste albumversie in de boekwinkel. De eerste oplage, 30.031 exemplaren, werd in twee fasen gedrukt: in augustus-september en in december.
Hergés vriend Gérard Liger-Belair, die een winkel in scheepsmodellen op schaal bezat, dook voor de weergave van een oud houten schip bibliotheken en archieven in. Hij legde Hergé de keuze voor van een Hollands koopvaardijschip, een Frans oorlogsschip en die van een Engels fregat. Hergé koos voor het Franse schip. Vervolgens bestudeerde Liger-Belair het boek 'Architectura Navalis', waaruit hij de gegevens haalde voor het tekenen van de details. Deze waren gebaseerd op de schepen Brillant en Soleil Royal, die rond 1690 onderdeel vormden van de oorlogsvloot van de Franse koning Lodewijk XIV. De schepen hadden 56 kanonnen aan boord en behoorden tot die van de derde rang. Het boegbeeld, dat van een eenhoorn, werd overgenomen van een Engels fregatschip. Desondanks werd het schip niet exact naar de werkelijkheid afgebeeld. Zo is het schip op het schilderij met het portret van ridder Hadoque te smal en zijn de kanonsluiken niet goed verdeeld.
Hergé maakte bij het tekenen en schrijven gebruik van het in 1942 uitgebrachte boek L'Art et la Mer van Alexandre Berqueman. De omslag van het boek is zichtbaar op pagina acht van het album. In de Nederlandse uitgave heet het Marine. De kroonluchter, in de vorm van een stuurwiel, had Hergé afgekeken van Berqueman, die een dergelijke lamp in zijn woning had hangen.
De gebroeders Vogel zijn geïnspireerd op de broers Chauveau, eveneens antiquairs van beroep. Ze hadden hun zaak in de Zavel, een wijk in het historische hart van Brussel. Maximus Vogel rijdt op pagina 56 in een tweedeurs Ford V8 uit 1937, maar de andere auto's in het verhaal zijn niet tot een bepaald automerk te herleiden.
Zowel het ex- als het interieur van Kasteel Molensloot was afgekeken van een oude folder over het kasteel van Cheverny in de Loirestreek.
Jacques Van Melkebeke, een goede vriend van Hergé, wordt in het album op de voorgrond afgebeeld op pagina 2, vakje 14. Hij komt ook voor in drie andere Kuifjealbums.

## Bewerkingen
ORTF zond van 24 december 1959 tot en met 6 februari 1960 een hoorspel uit op basis van het verhaal. Het is ook een van de verfilmde verhalen in de tekenfilmreeks Hergé's avonturen van Kuifje. In 1992 is het samen met alle andere Kuifje-verhalen opnieuw verfilmd in de tekenfilmreeks De avonturen van Kuifje.
Het verhaal is verder samen met De krab met de gulden scharen en De schat van Scharlaken Rackham in 2011 opnieuw verfilmd in de 3D-animatiefilm The Adventures of Tintin: The Secret of the Unicorn, waarbij de diverse verhaallijnen zijn samengevoegd en tevens wat aangepast.
Het geheim van de Eenhoorn was een attractie gebaseerd op de gelijknamige album in het Belgische attractiepark Walibi Belgium in Waver.